# Джуліус Малема
Джуліус Селло Малема (* 3 березня 1981 року в Сешего (поблизу сучасного Полокване)) — південноафриканський політичний діяч, з 2013 року очолює партію Борці за економічну свободу. У 2008—2012 роках був президентом молодіжної ліги Африканського національного конгресу (АНК). Через суперечливі заяви та промови деякі описують його як «безрозсудного популіста». Він часто публічно підтримував Африканський національний конгрес і президента Джейкоба Зуму, який, своєю чергою називав Малему майбутнім президентом ПАР.
У травні 2010 року його виключили з АНК, а у вересні 2012 року його звинуватили в шахрайстві та відмиванні грошей. У липні 2013 року заснував власну політичну партію Борці за економічну свободу, яка у 2018 році внесла на розгляд Парламенту ініціативу щодо примусового безоплатного вилучення земель у власників з числа африканерів.
Наразі Малема продовжує бути депутатом парламенту Південно-Африканської Республіки.